# Sídlo Rastorgujevových a Charitonovových
Sídlo Rastorgujevových a Charitonovových (rusky Усадьба Расторгуевых — Харитоновых) je klasicistní rezidence s parkem v Jekatěrinburgu, architektonická památka federálního významu. Nachází se v centru města na ulici Karla Liebknechta.

## Historie
Původním majitelem pozemku byl guberniální sekretář S. A. Isakov. V roce 1794 přistoupil k výstavbě kamenného domu, avšak rok nato zemřel. Kupec Lev Ivanovič Rastorgujev od vdovy nemovitost zakoupil a roku 1814 již na pozemku stály dva domy, z nich jeden dvoupatrový s belvedérem a oranžerií. V roce 1820 byla dokončena ještě další dvě křídla. Na projektu se podíleli architekti Tomaso Adamini, Giacomo Quarenghi a Michail Malachov.
Roku 1823 se stal majitelem Rastorgujevův zeť P. J. Charitonov, který sídlo dále rozšiřoval. Vykoupil přilehlé pozemky a zřídil anglický park o rozloze 9 ha. O rok později byla jednotlivá křídla domu propojena jednopatrovými přechody. V roce 1838 byly dekorovány fasády. Dlouho po Jekatěrinburgu kolovaly legendy o podzemních chodbách, kde jsou údajně mučeni vzpurní dělníci Charitonovových továren. Podzemní prostory zde byly později skutečně objeveny, ve 30. letech 20. století byly ovšem zasypány a zazděny.
Car poslal v roce 1837 Charitonovova do vyhnanství za surové chování k dělníkům. Sídlo nakrátko zpustlo, později zde byly zřízeny byty a kanceláře. V revolučních letech zde byl ubytován oddíl Rudé gardy a Uralsko-sibiřská komunistická univerzita.
Mezi lety 1935-1937 došlo ke generální rekonstrukci a budova byla předána Paláci pionýrů a školáků (dnes se organizace nazývá Palác dětské a mládežnické tvorby). V roce 2000 měl být objekt předán zplnomocněnému představiteli prezidenta Ruska jako oficiální rezidence, pod tlakem veřejnosti byl ale pro tento úřad postaven palác nový.

## Galerie

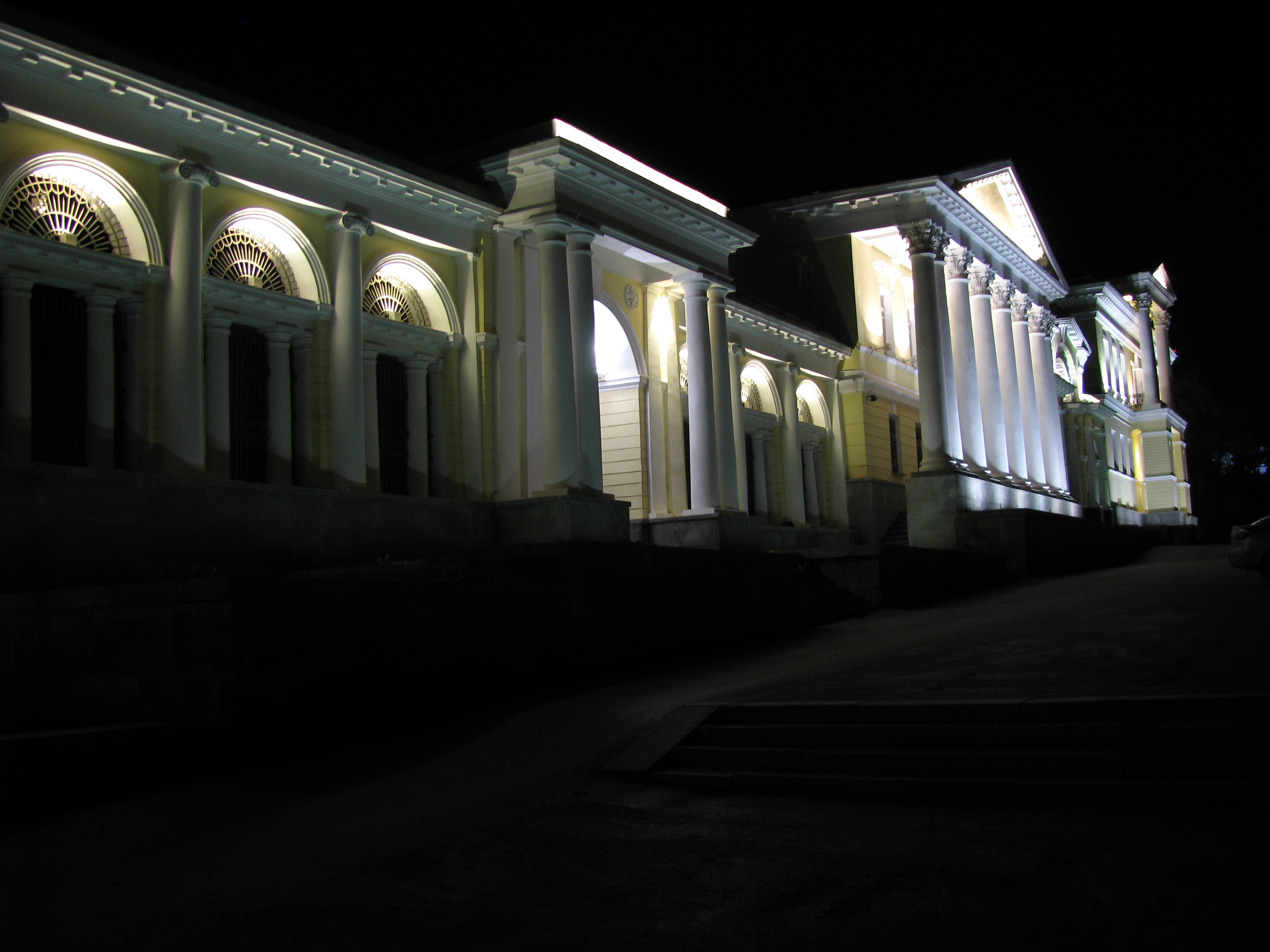
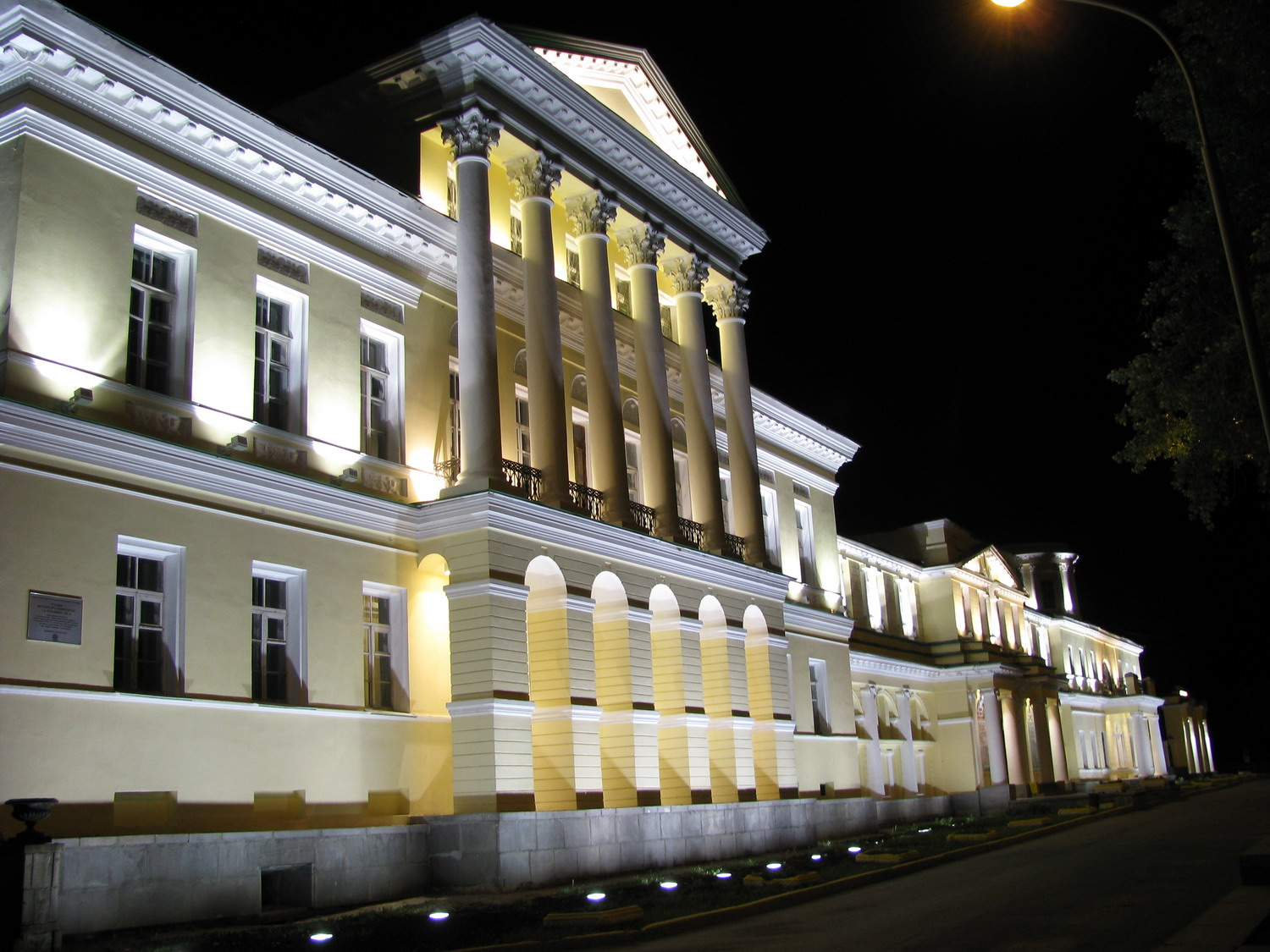
Jižní fasáda hlavního budovy
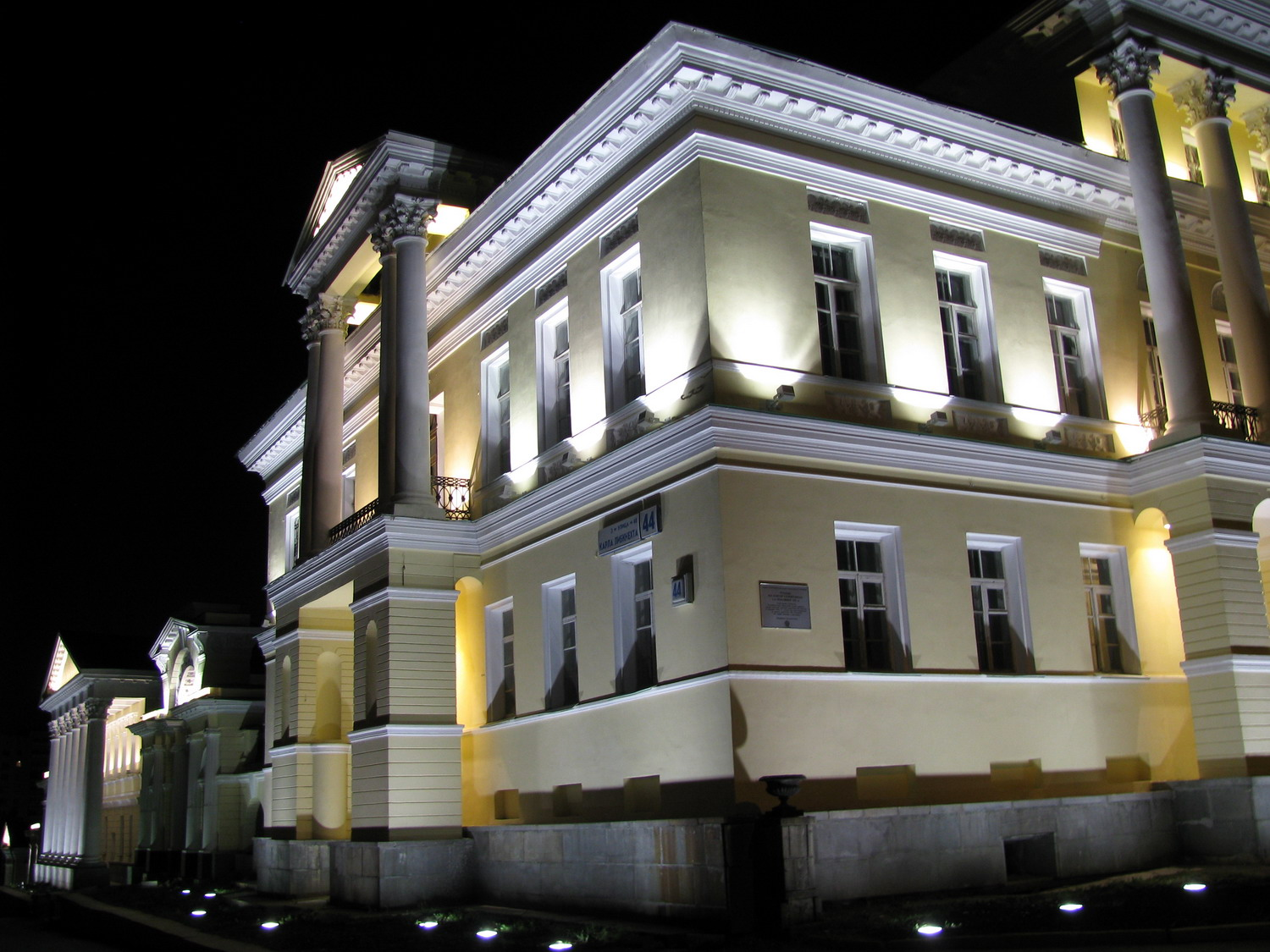
Hlavní budova
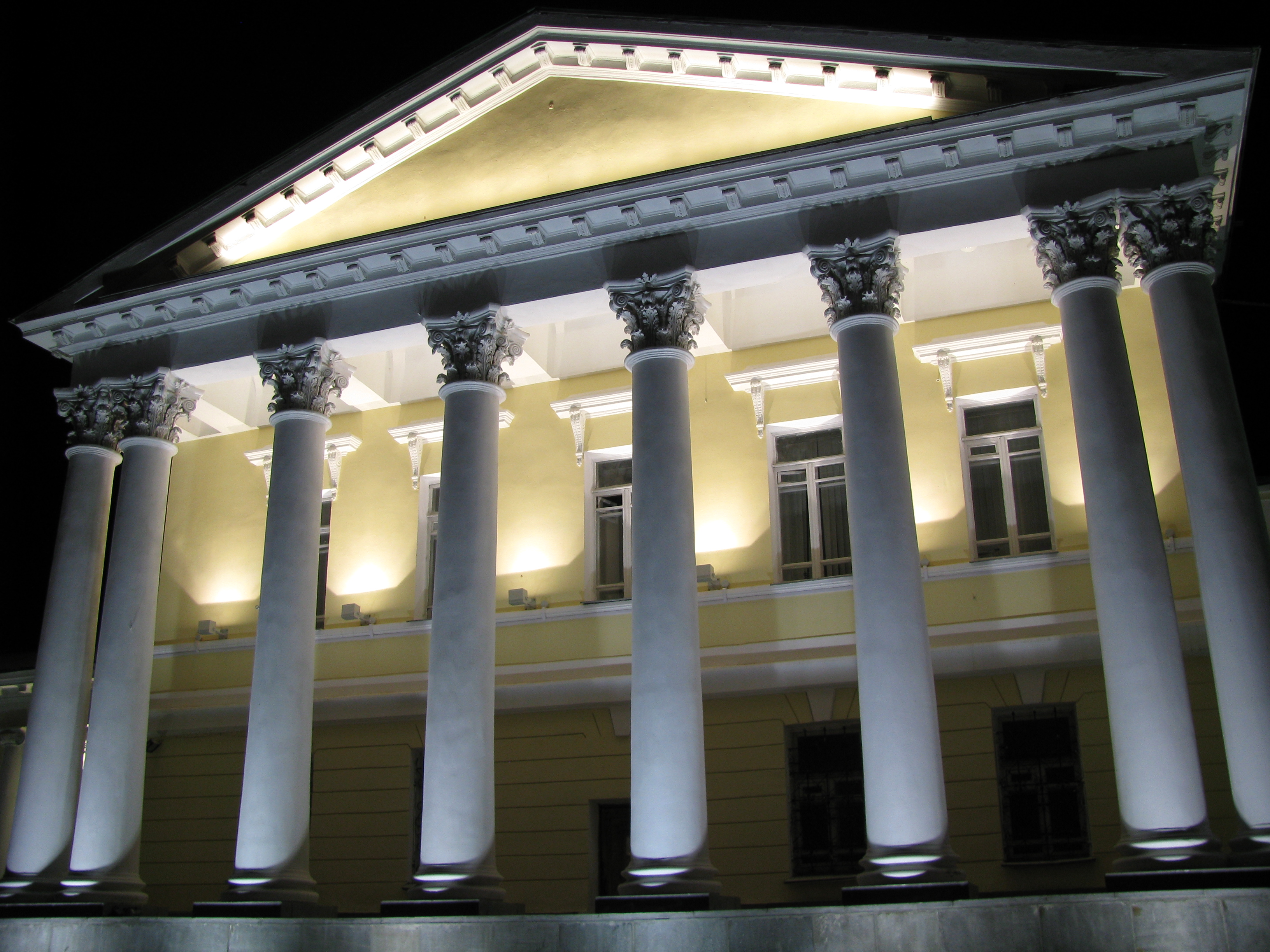
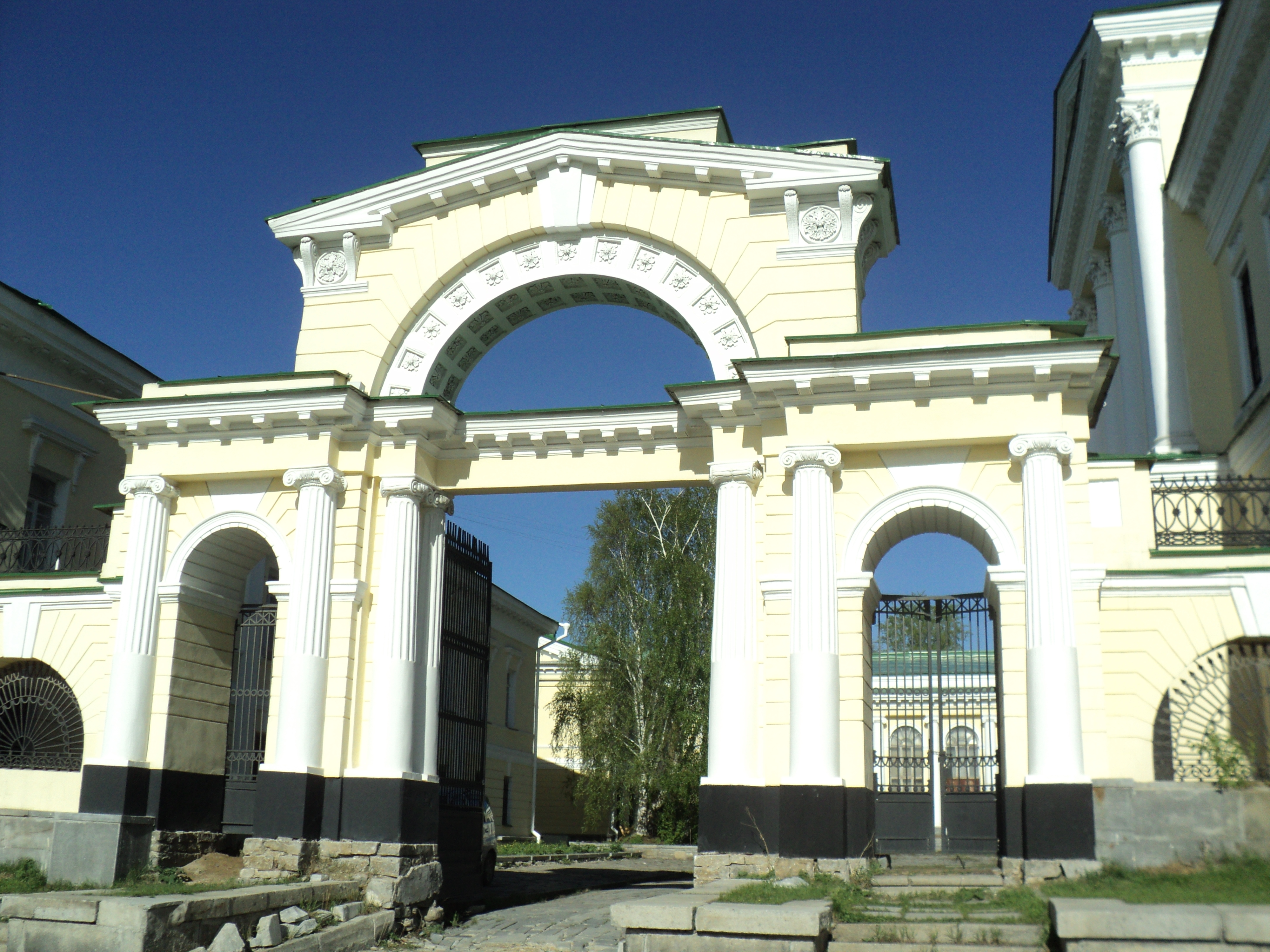
Hlavní brána
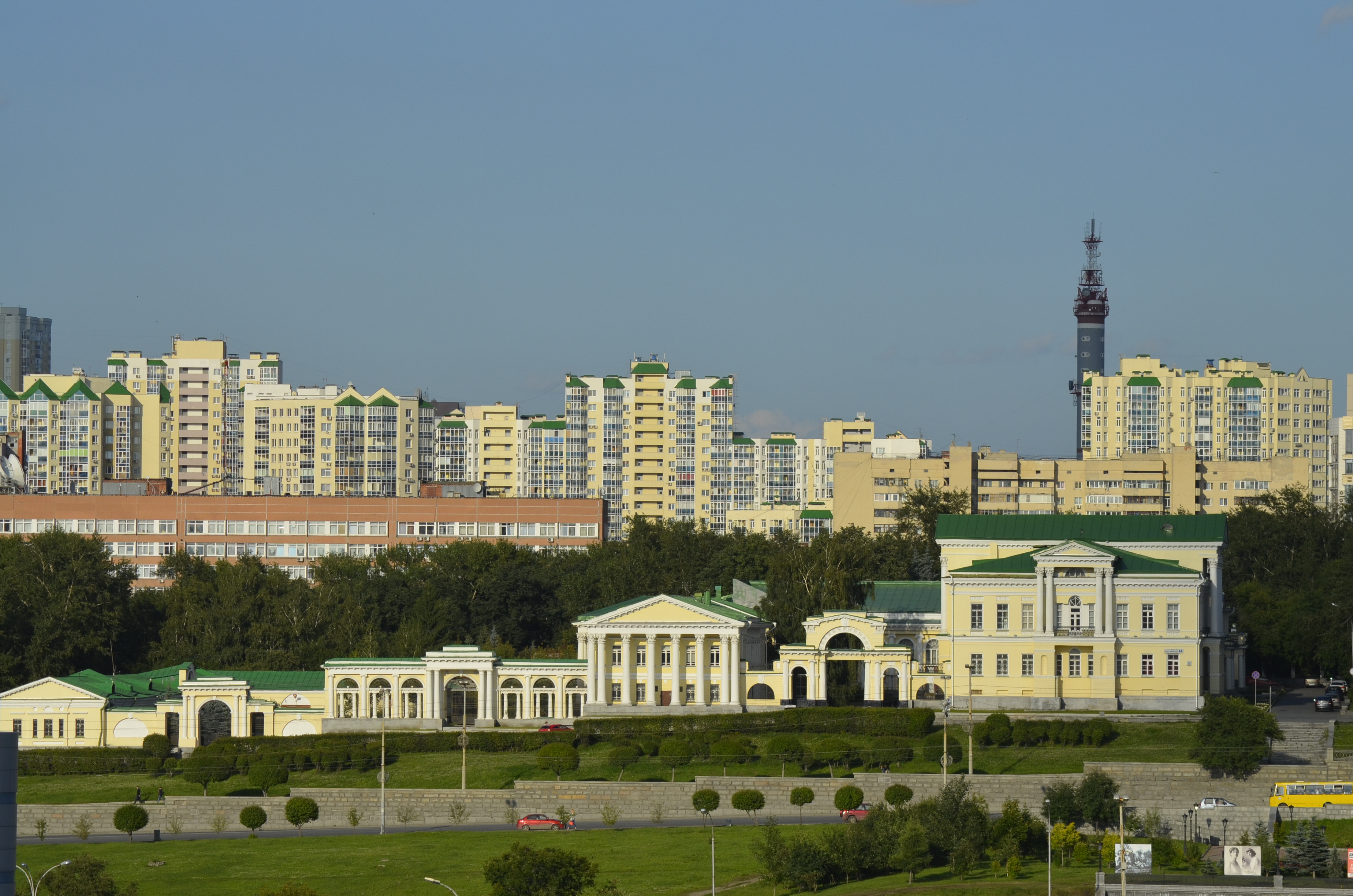
Celkový pohled
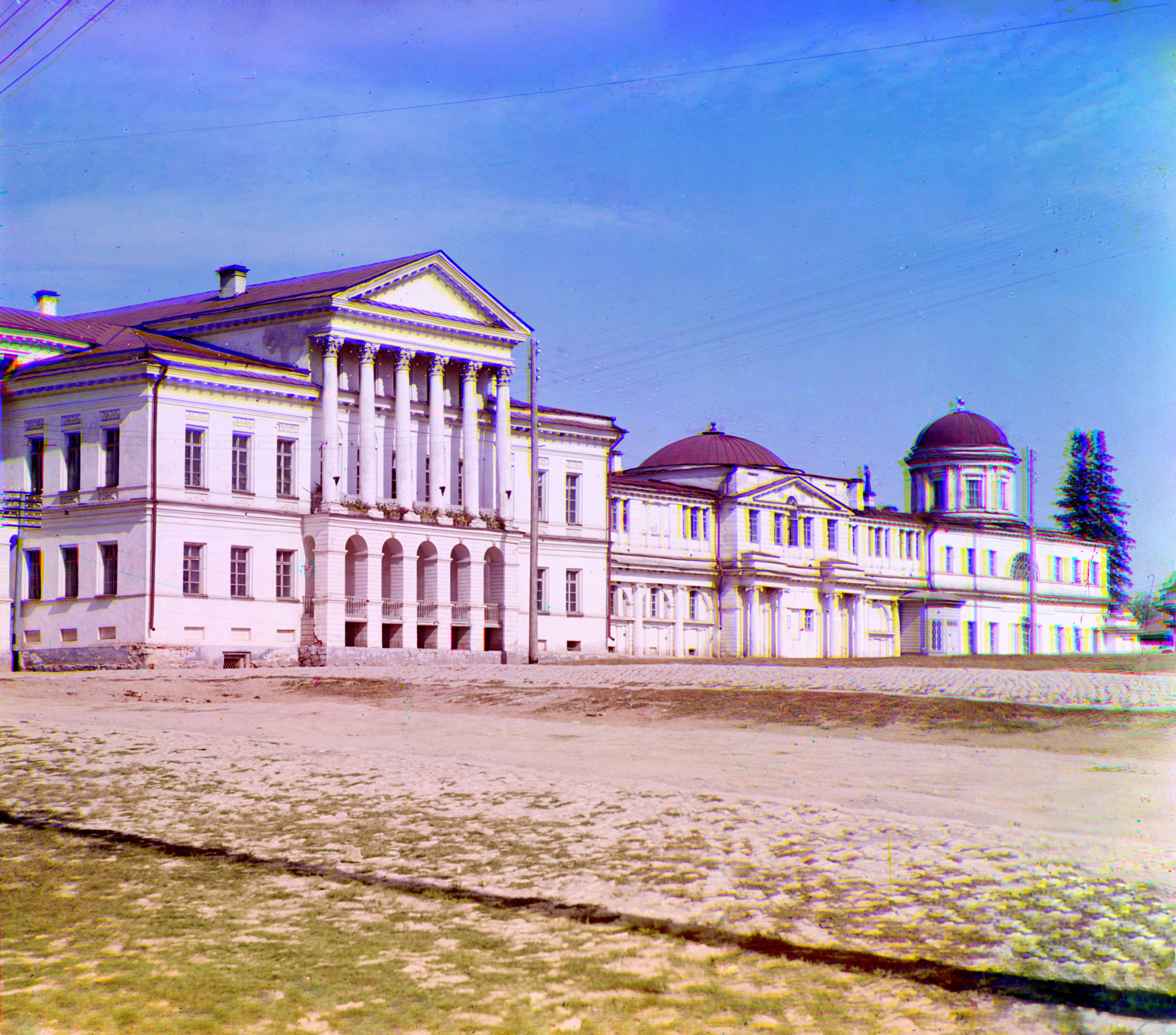
Fotografie Prokudina-Gorského z roku 1910
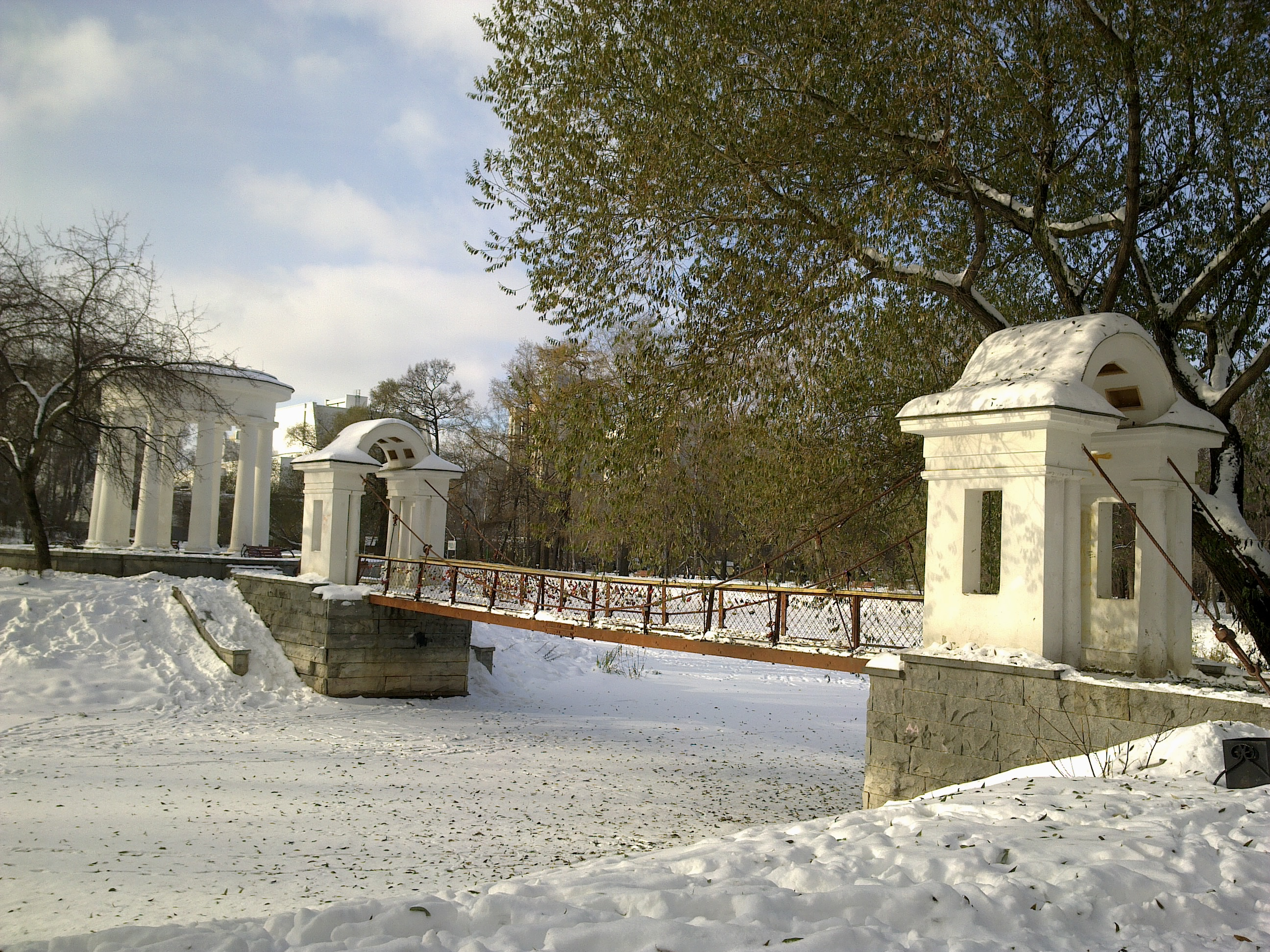
Přilehlý park
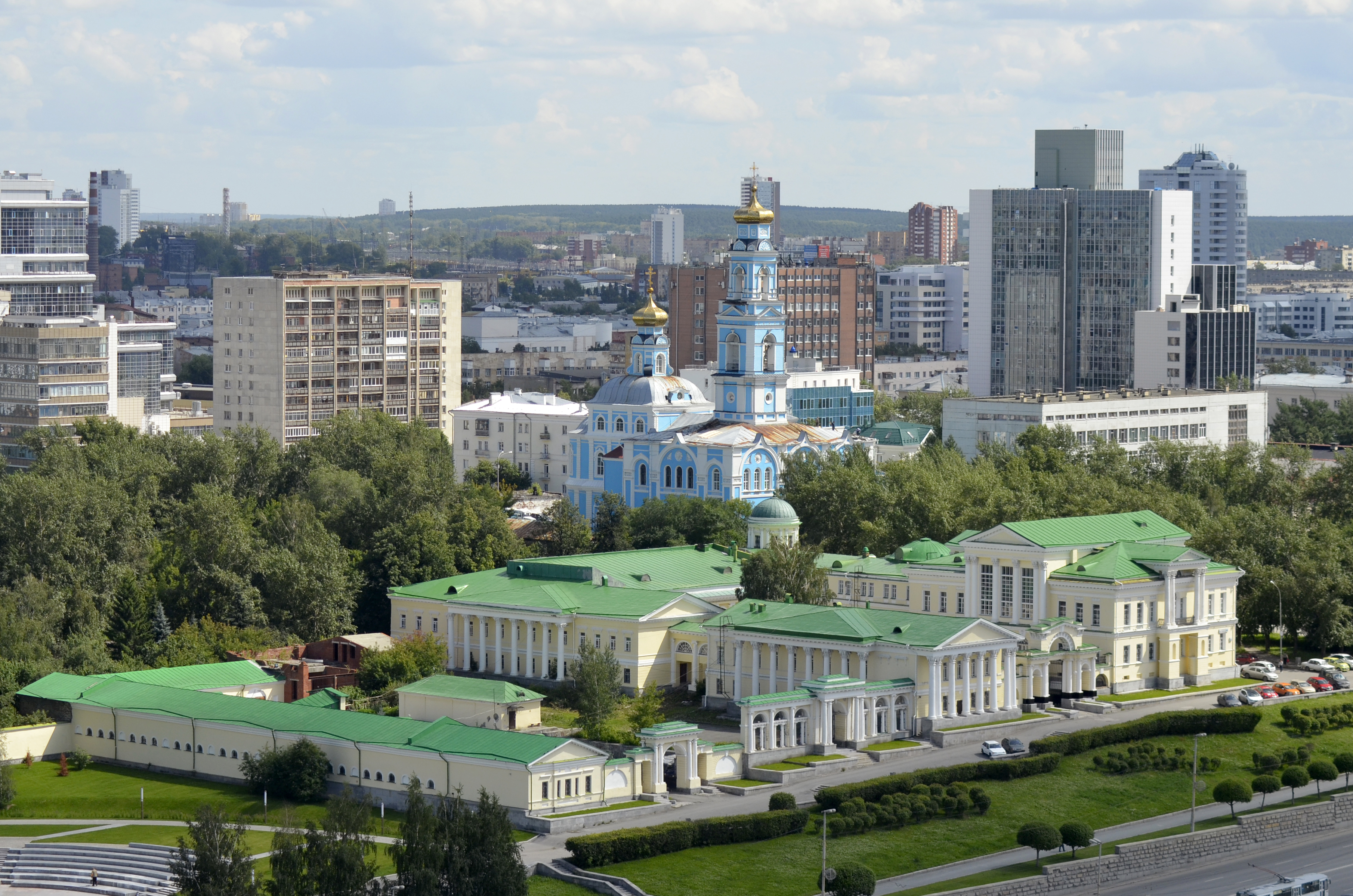